# Dante Franzil
Dante Franzil, né le 27 décembre 1910 à Trasaghis et mort le 23 août 1981 au Port-Marly, est un coureur cycliste italien, professionnel entre 1934 et 1946.

## Biographie
Il était membre du Club sportif clodoaldien.
Naturalisé français le 23 septembre 1949, c'est donc sous les couleurs italiennes qu'il a fait toute sa carrière de cycliste professionnel.

## Palmarès
- 1934
  - Paris-Barentin
- 1935
  - 3e de Paris-Hirson
- 1936
  - 2e de Paris-Contres
- 1937
  - 3e du Critérium international de cyclo-cross
- 1938
  - 3e du Circuit du Maine-et-Loire

## Résultats sur les grands tours

### Tour de France
1 participation
- 1934 : 23e au classement général
  - Meilleure position : 6e à la 5e étape Belfort-Évian

### Tour d'Italie
1 participation 
- 1935 : abandon (9e étape)